# NGC 5636
NGC 5636 (również PGC 51785 lub UGC 9304) – galaktyka spiralna z poprzeczką (SB0-a), znajdująca się w gwiazdozbiorze Panny. Odkrył ją William Herschel 30 kwietnia 1786 roku.